# Adobe Premiere Pro
Adobe Premiere Pro je software pro střih videí. Je součástí Adobe Creative Cloud, který zahrnuje střih videa a grafický design. Je používán pro televizní vysílání, jako je BBC a CNN. Používá se k úpravě celovečerních filmů, jako např.: Gone Girl,
Captain Abu Raed, a Monsters.
V České republice je používaný například ke střihu pořadů Re-play a Applikace

## Historie
Adobe Premiere Pro je přepracovaný nástupce Adobe Premiere, který byl vydán poprvé v roce 2003. Adobe Premiere byl jeden z prvních počítačových NLES (non-linear editing system), vydaný v roce 1991 pro operační systém Mac.

## Vlastnosti
Adobe Premiere Pro podporuje editaci videi ve velmi vysokém rozlišení, a to až do 10 240 × 8 192 pixelů (32bitová barevná škála, RGB i YUV). Podporuje audio sample-level editing (úroveň editace "samplů", "vzorků"), VST audio plug-in , a prostorový zvuk 5.1. Adobe Premiere Pro's plug-in architektura umožňuje import a export širokého výběru formátů, mimo těch, které podporuje QuickTime nebo DirectShow, též podporuje širokou škálu kodeků pro MacOS i Windows. Při použití z řady Cineform's Neo pluginů, podporuje 3D editaci se schopností zobrazit 3D materiál za použití 2D monitoru.

### Možnost komunikace
Adobe After EffectsProstřednictvím Adobe Dynamic Link, složený například z Adobe After Effects, mohou být materiály vytvořené v jiném programu (např.: Adobe After Effects) jednoduše importovány do prostředí Adobe Premiere Pro. V případě, že se kompozice Adobe After Effects změní, stačí se opět přepnout do prostředí Adobe Premiere Pro a provést aktualizaci dané kompozice z After Effects. Stejně tak lze provést import a úpravu z Premiere Pro do After Effects. Klipy lze kopírovat mezi dvěma aplikacemi při zachování atributů. Již samotný Premiere Pro podporuje mnohé z pluginů Adobe After Effects.
Adobe PhotoshopSoubory Adobe Photoshop je možné otevřít přímo v Premiere Pro. Jakékoli změny v Adobe Photoshop jsou ihned aktualizovány v Premiere Pro.
OstatníExistují i další integrační funkce, jako je např.: Adobe Audition nebo Adobe Bridge.

## Výhody oproti Premiere Elements
Adobe Premiere Elements je zaměřen na domácí uživatele, k dispozici na MacOS a Microsoft Windows. Premiere Pro je určen pro profesionální využití. Nabízí více sekvencí, kvalitnější renderování, úpravy kamer, pokročilé rozhraní pro audio mixer, a mnoho dalších...

## Filmy stříhané v Adobe Premiere Pro
- 13
- Act of Valor
- Avatar
- Deadpool
- Cizinec
- Druhá světová válka: Globální perspektiva
- Dust of Glory
- Emzáci v černém
- Hugo
- Hail, Caesar!
- Kapitán Abu Raed
- nepravdivý příběh Grahama Chapmana
- Příšerky s.r.o
- Red Obsession
- Sharknado 2: The Second One
- Superman se vrací
- The Social Network
- Ticket to Ride
- TimeScapes
- Trilogie Bastardi
- Waiting for Lightning
- Wayland's Song
- We Will Part

- Zmizelá
- spot Za školou